# 黃妃 (錢弘俶)
黄妃为虚构的五代十国时期吴越国王钱俶之妃。

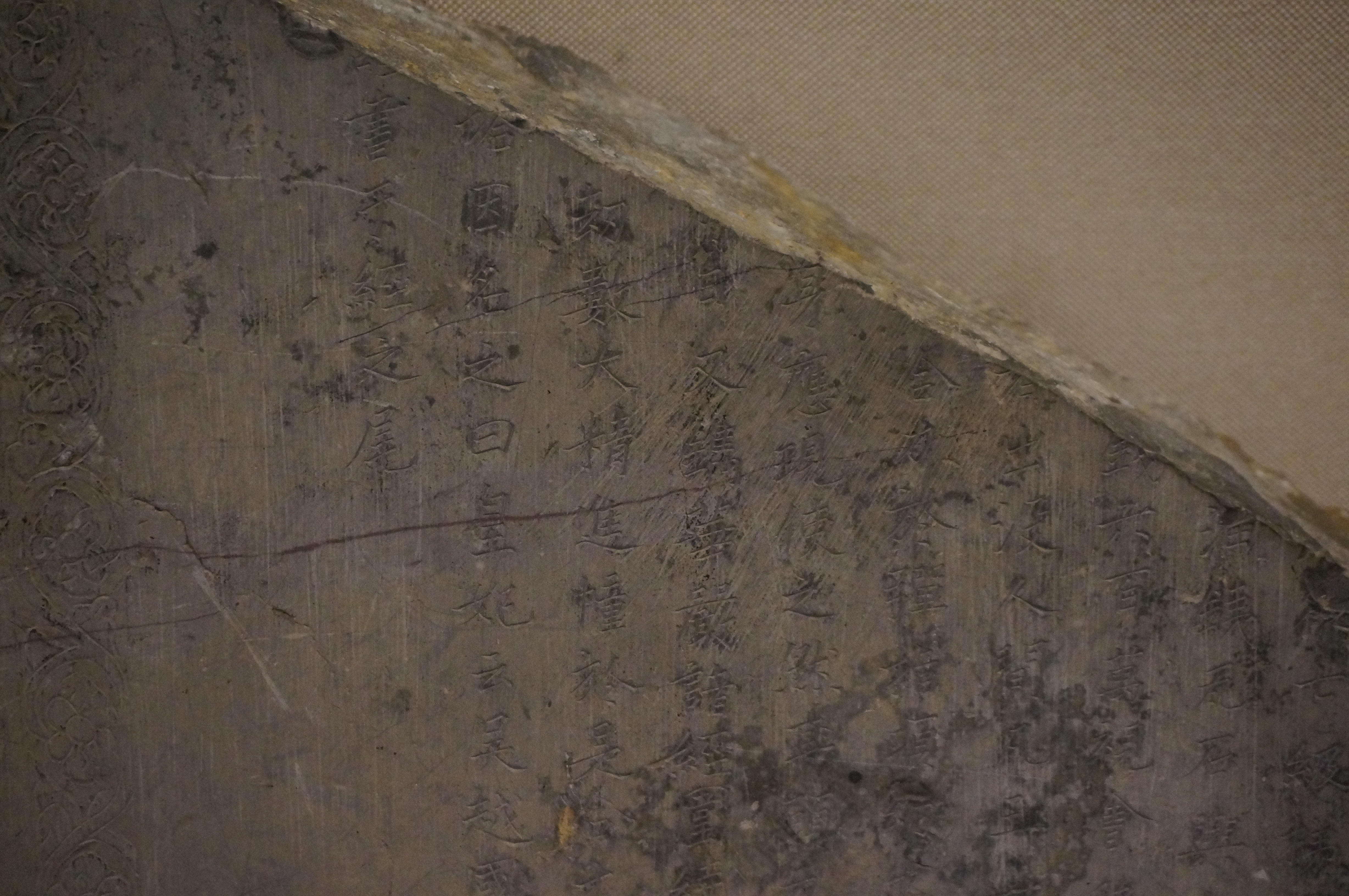
2000年杭州雷峰塔遗址出土五代钱俶《华严经跋》残碑局部，有“塔因名之曰皇妃云”句，现藏浙江省博物馆。

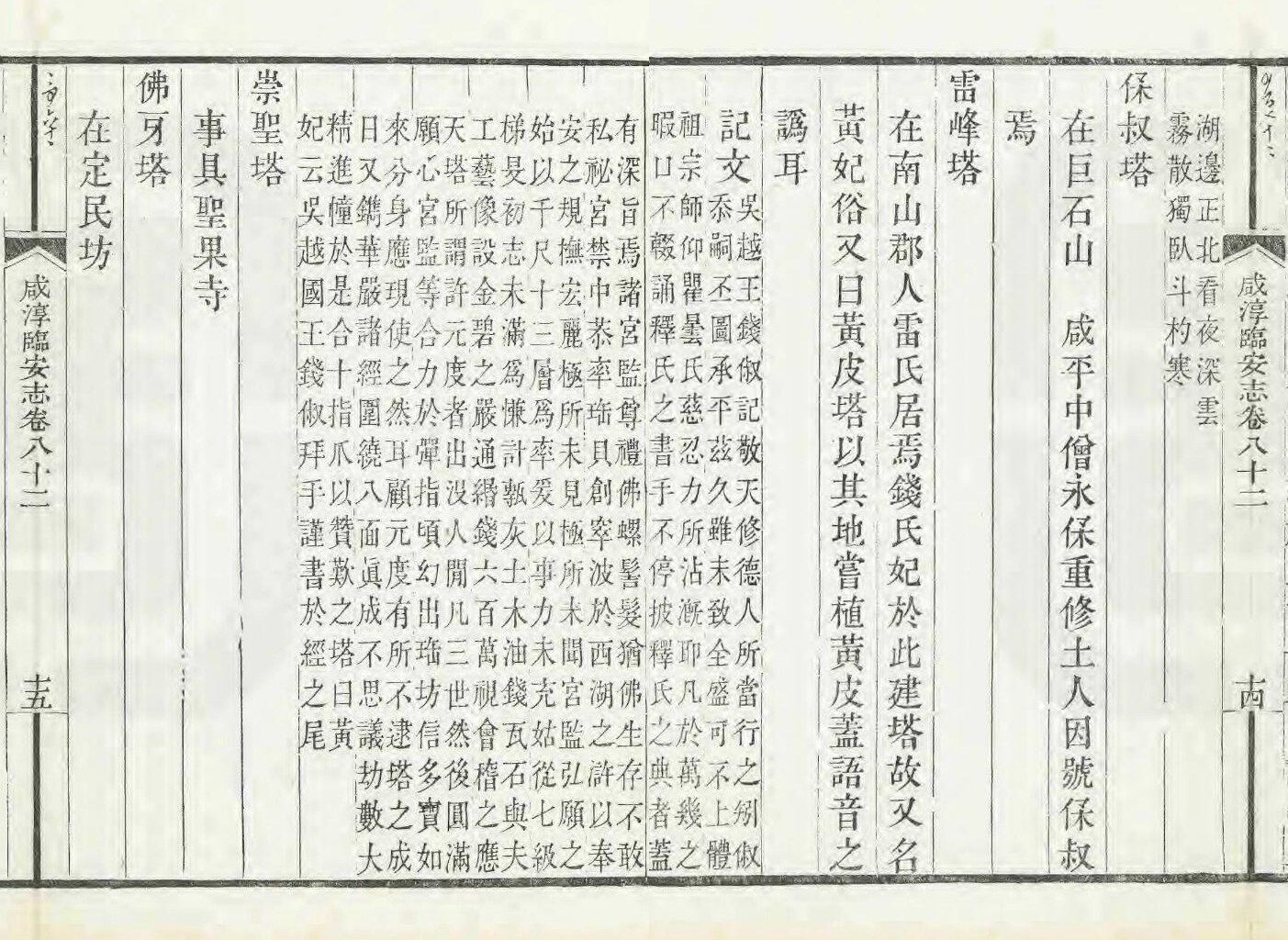
清同治六年（1876）重印南宋潜说友《咸淳临安志·卷八十二·寺观八·塔》中关于雷峰塔的相关记载，“塔因名之曰皇妃云”被改作“塔曰黄妃云”。

《旧五代史》、《新五代史》、《宋史》、《吴越备史》均未记载钱俶有黄姓妃子。据钱俶造雷峰塔时所撰跋文《华严经跋》，雷峰塔原名皇妃塔，以纪念孙妃并感恩宋廷的封妃、谥妃之举（钱俶王妃孙妃死后被北宋朝廷谥为“皇妃”）。
因“皇妃”之名过显而犯讳，故南宋潜说友《咸淳临安志》著录跋文时将“塔因名之曰皇妃云”改作“塔曰黄妃云”，此后以讹传讹达七百年之久，或以为雷峰塔为黄妃所建，或以为该塔为钱俶庆贺黄妃生子而建，以至清代吴任臣著《十国春秋》时，以此为凭据专门增加了“黄妃”附传。直至2000年雷峰塔遗址考古出土的跋文残碑明确为“皇妃”。